# La Loupe de grand-maman
Pour plus de détails, voir Fiche technique et Distribution.
La Loupe de grand-maman (Grandma's Reading Glass), également intitulé Les Lunettes de lecture de mamie, est un film britannique réalisé par George Albert Smith en 1900. 
Dans ce film, George Albert Smith utilise pour la première fois au cinéma le découpage technique en plusieurs plans pour décrire une même action, dont une succession de gros plans, qui sont, autre découverte importante, les premiers plans subjectifs de l'histoire du cinéma.
George Albert Smith fait partie de l'École de Brighton qui est ainsi à la base d'une partie importante du langage filmique.

## Synopsis
Tandis que sa grand-mère est occupée à coudre, un jeune garçon s'amuse à observer différents objets à l'aide d'une loupe. Il regarde successivement une publicité dans un journal (premier plan du film), le mécanisme d'une montre, un canari dans sa cage, l’œil de sa grand-mère qui riboule comiquement, puis la tête du chaton dans son panier. Il veut continuer le jeu mais sa grand-mère y met fin.

## Fiche technique
- Titre original : Grandma's Reading Glass
- Titre francophone : La Loupe de grand-maman
- Réalisation : George Albert Smith
- Société de production : G.A.S. Films
- Pays d'origine :  Royaume-Uni
- Genre : Comédie
- Durée : 1 minute 20 secondes
- Date de sortie : 1900

## Interprétation
- Harold Smith (le fils du réalisateur) : l'enfant

## Importance historique
Voici ce que pense le grand historien du cinéma Georges Sadoul de ce film :

« En 1900, George Albert Smith était encore avec James Williamson à l'avant-garde de l'art cinématographique. Smith, qui avait par sa formation le goût des gros plans, s'aperçut bientôt que ceux-ci ne pouvaient pas tout montrer; il eut alors l'idée d'alterner des plans généraux et des gros plans dans une même scène. Les deux premiers films où il adopte ce style révolutionnaire furent, en 1900, La Loupe de grand-maman et Ce qu'on voit dans un télescope... Cette alternance du gros plan et des plans généraux dans une même scène est le principe du découpage. Par là, Smith crée le premier véritable montage. Alors que chez Georges Méliès, l'unité de lieu conditionnait obligatoirement l'unité de point de vue. »

.
Et ce qu'en pensent les historiens Marie-France Briselance et Jean-Claude Morin :

« George Albert Smith a compris que le plan est l’unité créatrice du film. Il n’est pas seulement "une image", il est l’outil qui permet de créer le temps et l’espace imaginaires du récit filmique, au moyen de coupures dans l’espace et dans le temps chaque fois que l’on crée un nouveau plan que l’on ajoute au précédent. Filmer, ce n’est pas seulement enregistrer une action, c’est d’abord choisir la manière de montrer cette action, par des cadrages variés avec des axes de prise de vue différents. Cette opération, le découpage, fournit après tournage un ensemble de plans que l’on colle l’un derrière l’autre, selon leur logique spatiale et temporelle, dans l’opération du montage. »

Voici les 10 plans montés de Grandma's Reading Glass. Les plans 2, 4, 6, 8 et 10 ont été bien sûr tournés en continuité (un seul plan qui a été découpé en 5 plans lors du montage).